# 2606-os mellékút (Magyarország)
A 2606-os számú mellékút egy bő három kilométeres hosszúságú, négy számjegyű országos közút Borsod-Abaúj-Zemplén vármegye északi részén.

## Nyomvonala
2023 decemberéig a 26-os főútból ágazott ki, nem sokkal annak 21. kilométere előtt, Kazincbarcika területén. Északkelet felé indult, Múcsonyi út néven; még a 400. méterének elérése előtt, szintben keresztezte a Miskolc–Bánréve–Ózd-vasútvonalat, majd 900 méter után a Sajót; ott egyben át is lépett Múcsony közigazgatási területére. Ez utóbbi település lakott területén ért véget, a 2605-ös útba torkollva, annak 19+300-as kilométerszelvénye közelében, 3,3 kilométeres hosszal.
Azonban 2023 decemberétől, a Sajószentpétert elkerülő 260-as főút átadása után útvonala megváltozott, az immáron Kazincbarcikán 5 kijáratú körforgalomból (a múcsonyi és a Jószerencsét úti 2 jelzőlámpás kereszteződést átalakították) észak-északkeleti irányban felüljárón keresztezi a Miskolc–Bánréve–Ózd-vasútvonalat, majd egy újabb körforgalomtól folytatja útját Múcsony felé. A mellékút 2. kilométerénél torkollik bele a 260-as főút, majd 3,7 kilométer után ér véget.